# Epopsima fasciolata
Epopsima fasciolata là một loài bướm đêm trong họ Noctuidae.